# Гиобешти (Валча)
Гиобешти (рум. Ghiobești) насеље је у Румунији у округу Валча у општини Стоилешти. Oпштина се налази на надморској висини од 292 m.

## Становништво
Према подацима из 2002. године у насељу је живело 194 становника, од којих су сви румунске националности.